# Nourredine Ayadi
Nourredine Ayadi (en arabe : نور الدين عيادي), né le 23 juin 1956 à Sétif en Algérie, est un diplomate et haut fonctionnaire algérien. Il a poursuivi une longue carrière diplomatique qui l’a amené à occuper les fonctions d’Ambassadeur dans plusieurs pays et de représenter l'Algérie auprès de diverses organisations internationales. 
Il a aussi exercé de hautes fonctions au sein des institutions algériennes. Il a été, notamment, Secrétaire général du ministère des Affaires étrangères, Secrétaire général puis Directeur de cabinet de la présidence de la République.

## Biographie

### Jeunesse et formation
Nourredine Ayadi a grandi à Sétif au sein des Scouts musulmans algériens et dans le milieu sportif. En 1971, à l’âge de 15 ans, il représente l’Algérie au Jamboree scout mondial qui a eu lieu au Japon.
Il obtient le Baccalauréat au lycée Mohamed Kérouani, ex Albertini et entame des études de Droit à l’Université de Constantine, études qu’il poursuivra plus tard à l’Université d’Alger, où il a préparé un Magister en Droit international.
Son intérêt prononcé pour les relations internationales l’amène à rejoindre l’Ecole Nationale d’Administration (ENA) et à travailler pour être éligible à la section « Diplomatie ». Il effectue son stage diplomatique auprès de l’Ambassade d’Algérie au Portugal, sous la supervision de l’ambassadeur Tayeb Boulahrouf, un des dirigeants historiques de la guerre de Libération algérienne.

### Carrière diplomatique
Après avoir obtenu son diplôme de l’ENA en 1983, il intègre le Ministère algérien des Affaires étrangères où il entame une longue et riche carrière. Il est d’abord Chef de bureau à la direction du Protocole, puis Chef de Bureau à la Direction générale « Europe». En 1988, il est affecté comme Conseiller à l’ambassade d’Algérie à Vienne (Autriche) où il est chargé des questions multilatérales. Durant sa mission à Vienne (1988-1992), il officie comme Représentant Adjoint de l’Algérie auprès de l’Agence Internationale de l’énergie atomique (AIEA) et de l’Organisation des Nations unies pour le développement industriel (ONUDI). A ce titre, il est élu, successivement, rapporteur du Conseil du développement Industriel et rapporteur du Comité des programmes et des budgets.
À son retour de Vienne en juillet 1992 et après avoir effectué un mandat comme Chargé de mission auprès du Premier ministre, il réintègre le ministère des Affaires étrangères, d’abord, comme sous-directeur pour l’ONU et les Affaires du Désarmement (1993-1994), ensuite comme directeur des Affaires politiques internationales (1995-1997). Durant l’année 1998, il assure l’intérim de la Direction générale des relations multilatérales.
En 1998, il obtient sa première affection en qualité d’ambassadeur d’Algérie en Argentine. Il est également accrédité au Chili, en Uruguay et au Paraguay. Son mandat fut notamment marqué par la relance de la coopération algéro-argentine dans le domaine du nucléaire civile et le lancement de nouvelles formes de coopération dans le domaine spatial et celui de la biotechnologie. Au Chili, il initie et supervise le processus d’ouverture d’une Ambassade d’Algérie.
De retour à Alger en juillet 2004, il occupe, pour une courte période, le poste de directeur « Amérique Latine et Caraïbes », avant d’être appelé à rejoindre, en 2005, la présidence de la République.
En octobre 2009, il rejoint Bamako pour un long et peu anodin séjour comme Ambassadeur d’Algérie. Son passage au Mali a été, notamment, marqué par le lancement, en 2014, de la Médiation algérienne dans le conflit malien qui a abouti à la signature, en 2015, de l’Accord pour la paix et la réconciliation issu du processus d’Alger. Sous la direction du Ministre algérien des Affaires étrangères, Ramtane Lamamra, l’ambassadeur Ayadi a assuré la gestion et la conduite opérationnelle des négociations, au point d’avoir souvent été qualifié d’architecte du processus de paix. Il a, en effet, été le coordonnateur et l’animateur de l’équipe internationale de Médiation, a assuré la présidence du groupe de négociation sur les questions politiques et institutionnelles et a dirigé le groupe de rédaction de l’Accord de paix et de ses annexes. Après la signature de l’Accord, il a présidé les trois premières sessions du Comité de suivi de l’Accord.
En février 2016, il est affecté aux Pays Bas. En tant qu’ambassadeur d’Algérie, il est également Représentant permanent de l’Algérie auprès de l’Organisation internationale pour l’interdiction des armes chimiques (OIAC), Représentant auprès de la Cour Internationale de Justice (CIJ) et Gouverneur au Fonds commun pour les produits de base (CFC).
Devenu un des éléments les plus en vue du dispositif diplomatique algérien, il est installé, le 13 juillet 2017, comme Secrétaire général du ministère des Affaires étrangères,

### Fonctions politiques
À son retour de Vienne en juillet 1992, le Premier ministre Belaid Abdeslam, l’intègre dans son cabinet en tant que Chargé de mission et lui confie les dossiers diplomatiques. À ce titre, Il prend part à tous les entretiens et à toutes les rencontres avec les délégations étrangères, ce qui lui a donné l’opportunité de participer à des négociations et à des réunions particulièrement sensibles, à un moment où l’Algérie traversait une crise multidimensionnelle complexe et faisait face à des défis majeurs aux plans politique, social, économique et sécuritaire. Il a ainsi été témoin des pressions visant à pousser l’Algérie vers l’adoption d’un plan d’ajustement structurel et le rééchelonnement de sa dette extérieure. Fort de convictions fortes inhérentes à son parcours historique de lutte contre le colonialisme et d’une expérience solide forgées lors des années de compagnonnage avec le Président Houari Boumediene, Belaid Abdeslam a résisté à toutes les pressions, internes et externes, qui tentaient de le pousser vers des politiques qu’il jugeait suicidaires pour le pays au vu de leur coût social élevé et au regard de la situation politico-sécuritaire périlleuse du pays. Il a fini par être limogé le 21 août 1993.  
En octobre 2005, l’ambassadeur Ayadi est pressenti pour prendre la succession de Amine Kherbi, nommé Ambassadeur à Washington, à la tête du Groupe chargé, au niveau de la présidence de la République, de la coordination de l’action de l’Algérie dans le domaine de la lutte contre le terrorisme et des questions de sécurité connexes. En qualité de Chargé de mission, il assure l’animation de ce groupe interministériel et poursuit le processus d’adaptation de la législation algérienne aux décisions du Conseil de sécurité des Nations unies en matière de lutte contre le terrorisme et de financement du terrorisme. Il contribue à la mise en place d’un dialogue stratégique en la matière avec certains partenaires importants et à la mise en forme de l’initiative de l’Algérie visant la criminalisation du payement des rançons, initiative qui fut consacrée par une résolution du Conseil de sécurité.
En avril 2019, dans une période politique tumultueuse et à un moment particulièrement délicat pour le pays, marquée par la démission du président de la République Abdelaziz Bouteflika et par les manifestations populaires du Hirak, Noureddine Ayadi est appelé à assumer les fonctions de Secrétaire général de la présidence de la République en remplacement de Habba Logbi. Trois mois après sa nomination, l’Algérie fait face à une grave crise institutionnelle qui a vu l’annulation des élections présidentielles prévues au mois de juillet 2019. Il dut superviser, auprès du chef de l’Etat, Abdelkader Bensalah, dont il était alors le premier collaborateur, la conception et la mise en œuvre d’un processus politique de sortie de crise, qu’il exposa à l’opinion publique, dans une interview groupée accordée à l’agence de presse APS et aux grands quotidiens El Khabar, El Watan et le Quotidien d’Oran,,,.
À la suite de l'élection du Président Abdelmadjid Tebboune en décembre 2019, il accède au poste de directeur de Cabinet de la présidence de la République,. Sa mission prend fin en mars 2020.
Il se consacre depuis à la réflexion, à l’analyse et à l’écriture. Il a produit, notamment, un essai d’analyse géopolitique du conflit malien, intitulé « Kidal vaut bien une guerre ; la France et l’Algérie au Mali et au Sahel : puissance vs influence ».

### Autres activités diplomatiques
Nourredine Ayadi, s’est consacré à la diplomatie multilatérale durant toute sa carrière diplomatique où il a eu à présider ou à accompagner les différents ministres dans plusieurs conférences internationales sur les grandes questions de l’heure dont :
- Membre de la Délégation présidentielle au Sommet du 50e anniversaire de l’ONU en septembre 1995 et au Sommet des Pays Non-alignés de 1998 à Durban (Afrique du Sud);
- Membre de la Délégation algérienne aux 49e, 50e, 51e, 52e et 73e sessions de l’Assemblée Générale de l’ONU ;
- Membre de la Délégation algérienne à la 1ère Conférence des États membres de la Convention sur l’Interdiction des armes chimique,
- Membre de la Délégation algérienne à la 1ère Conférence d’extension du Traité sur la non-prolifération des armes nucléaires (New York) Mai 1995 ;
- Chef de la Délégation algérienne aux sessions du Groupe de travail de l’Organisation de la Conférence Islamique pour l’élaboration d’une Convention de lutte contre le terrorisme ;
- Chef de la Délégation algérienne aux sessions du Groupe de travail de la Ligue arabe pour l’élaboration d’une Convention de lutte contre le terrorisme ;
- Chef de la Délégation algérienne aux sessions du Groupe sur la Sécurité Régionale et le contrôle des armements issu du processus de paix au Moyen orient ayant découlé de la Conférence de Madrid ;
- Président du Comité Nationale chargé de la mise en œuvre de la Convention sur l’interdiction des armes chimiques ;
- Secrétaire du Comité interministériel chargé du dossier nucléaire ;
- En qualité de Secrétaire Général du Ministère des Affaires étrangères, il a conduit les délégations algériennes à de nombreuses réunions internationales.

### Autres activités professionnelles
- Enseignant à l’École Nationale d’Administration d’Alger.

## Distinctions
Grand-croix de l'ordre du Libérateur San Martín (Argentine, 2004) : Médaille de l’ordre du « Libérateur San Martin » (Orden del Libertador San Martín) dans le grade de « Grande Croix » (Gran Cruz), décernée par le Président de la République argentine.

Grand officier de l'ordre national du Mali (Mali, 2015) : Médaille de l’Ordre National du Mali à titre étranger, dans le grade de Grand Officier, décernée par le Président de la République du Mali.